# 厳武
厳 武（げん ぶ、726年 - 765年）は、中国の唐代の官僚。字は季鷹。父は玄宗時期の尚書左丞の厳挺之。子は厳楚卿・厳越卿・厳鄭卿。蜀の地に流浪してきた杜甫を保護したことで知られる。

## 経歴
華州華陰県の出身。幼い時から豪爽な性格で、父の厳挺之から奇才を認められた。しかし、勉学はその意義を究めるにほど遠く、蔭位により、太原参軍に就任し、殿中侍御史に進む。
安史の乱のとき、玄宗に従い、蜀の地に入り、諫議大夫に抜擢される。至徳元載（756年）、粛宗のもとに赴き、房琯に父の厳挺之の名声により用いられ、給事中に用いられる。長安に戻った後、京兆少尹となる。しかし、房琯の失脚により、巴州刺史に左遷させられ、その後、東川節度使に転任する。玄宗によって、成都尹および剣南節度使に任じられる。
唐による長安の奪還後、京兆尹に任じられ、鄭国公に封じられる。黄門侍郎に転任し、元載と深い交流をし、宰相になろうとしたが、果たせず、再び剣南節度使となる。当狗城において吐蕃の7万の衆をうち破り、塩川を攻め取り、吏部尚書を官位に加えられる。
厳武は蜀を治めて、放埒であった。能力がなくても、彼を喜ばせると、莫大な賞賜を与えられた。富裕であった蜀の地は、彼の苛斂誅求のために、逃亡者で空地ばかりとなった。また、かつて自分の判官であり、梓州刺史に就任した章彝を小さなことで怒って、殺してしまった。しかし、外国は彼を恐れ、国境を侵さなかった。また、蜀に流浪して来た杜甫に対し、厚遇したことでも知られる。

## エピソード
- 厳武が生まれる時、母の裴氏の夢に、諸葛亮が現れて、彼が自分の息子として生まれると告げられたと伝えられる。
- 8歳の時に、父の厳挺之が、妻である母の裴氏よりも妾の英を愛することに憤然として、英の寝ている時に、槌でその首を砕いた。厳武は、厳挺之にその理由を伝え、父に「正に厳挺之の子である！」と称された。
- 若い頃に、未婚の娘と駆け落ちをして、逃げられなかったため、その娘を殺した。後に、娘の恨みで病気にかかり、死去したとする説話が残されている。
- 巫祝を嫌い、それを口にするものを罰した。
- 酔った杜甫に「本当に、君はあの厳挺之の子か」と言われ、目を怒らせたが、「君こそ、あの杜審言の子孫か」と言い返し、満座が大笑いしたため、場がおさまったと伝えられる。
- 傲慢な性格で、かつて彼を抜擢した房琯が失脚した後、房琯が厳武の部下にあたる刺史に就任した時、礼をなさなかった。
- 杜甫を厚く遇したが、彼のことを何度も殺そうとした。厳武は章彝とともに杜甫を殺そうと役人を集めたが、母の裴氏に止められて、章彝は殺したが、杜甫は殺されなかった。
- 母の裴氏は、彼が死去した時に、「これで、将来、（厳武が罪を得たのに連座して）官婢になるのを免れた」と言って泣いた。
- 厳武の死後、殺された章彝の親族が報復したため、厳氏一族は衰退したと伝えられる。

## 伝記資料
- 『旧唐書』巻九十九 列伝第四十九「厳挺之伝」
- 『新唐書』巻百二十九 列伝第五十四「厳挺之伝」
- 作者不明『逸史』
- 范攄『雲渓友議』「厳黄門」